# Gare de Lodi (Amtrak)
La  gare de Lodi est une gare ferroviaire des États-Unis située à Lodi en Californie; Elle est desservie par Amtrak. C'est une gare sans personnel.

## Histoire
Elle est mise en service en 1907 par la Southern Pacific Transportation Company; Elle perd son service passagers en 1971 puis rouvre en 2002 avec la route du San Joaquin entre Sacramento et Bakersfield.

## Service des voyageurs

### Desserte
- Ligne d'Amtrak[1] :
  - Le San Joaquins: Oakland - Bakersfield